# Thạc sĩ Khoa học Công nghệ Thông tin
Thạc sĩ Khoa học Công nghệ Thông tin (tiếng Anh: Master of Science in Information Technology, viết tắt M.Sc. IT, MSc IT or MSIT)  là một chứng chỉ thạc sĩ đào tạo sau đại học được cấp ở nhiều quốc gia. Chứng chỉ bao gồm các môn học thuộc khoa học máy tính và kỹ năng thương mại, nhưng nội dung chính phụ thuộc tùy trường và chương trình học:
- Thạc sĩ Khoa học (Công nghệ Thông tin) M.Sc.(I.T)
- Thạc sĩ Khoa học Thông tin (MIS)
- Thạc sĩ Khoa học Máy tính (MCS)
- Thạc sĩ Khoa học Hệ thống Thông tin (MSIS)
- Thạc sĩ Khoa học Quản trị Công nghệ Thông tin (M.S. trong MIT)
- Thạc sĩ Công nghệ Thông tin (M.I.T.)
- Thạc sĩ IT (M. IT hay MIT)[1] in Denmark
- Thạc sĩ Ứng dụng Máy tính  (MCA)